# Leskovik (Bela Palanka)
Pour les articles homonymes, voir Leskovik.
Leskovik (en serbe cyrillique : Лесковик) est un village de Serbie situé dans la municipalité de Bela Palanka, district de Pirot. Au recensement de 2011, il comptait 21 habitants.

## Démographie
| 1948 | 1953 | 1961 | 1971 | 1981 | 1991 | 2002 | 2011 |
| ---- | ---- | ---- | ---- | ---- | ---- | ---- | ---- |
| 151  | 122  | 93   | 67   | 44   | 34   | 24   | 21   |

|  |